# Nuoto ai campionati mondiali di nuoto 2017 - 400 metri misti femminili
La gara di nuoto dei 400 metri misti femminili dei campionati mondiali di nuoto 2017 è stata disputata il 30 luglio presso la Duna Aréna di Budapest. Vi hanno preso parte 27 atlete provenienti da 21 nazioni.
La competizione è stata vinta dalla nuotatrice ungherese Katinka Hosszú, mentre l'argento e il bronzo sono andati rispettivamente alla spagnola Mireia Belmonte e alla canadese Sydney Pickrem.

## Medaglie
| Posizione | Atleta          | Nazionalità |
| --------- | --------------- | ----------- |
| Oro       | Katinka Hosszú  | Ungheria    |
| Argento   | Mireia Belmonte | Spagna      |
| Bronzo    | Sydney Pickrem  | Canada      |

## Programma
| Data           | Ora (UTC+2) | Turno    |
| -------------- | ----------- | -------- |
| 30 luglio 2017 | 9:30        | Batterie |
| 30 luglio 2017 | 18:20       | Finale   |

## Record
Prima della manifestazione il record del mondo e il record dei campionati erano i seguenti.
| Record mondiale       | 4'26"36 | Katinka Hosszú Ungheria | 6 agosto 2016 Rio de Janeiro, Brasile |
| Record dei campionati | 4'30"31 | Katinka Hosszú Ungheria | 2 agosto 2009 Roma, Italia            |

Durante la competizione è stato battuto il seguente record:
| Data      | Evento | Atleta         | Nazione  | Tempo   | Record                |
| --------- | ------ | -------------- | -------- | ------- | --------------------- |
| 30 luglio | Finale | Katinka Hosszú | Ungheria | 4'29"33 | Record dei campionati |

## Risultati

### Batterie
| Posizione | Batteria | Corsia | Atleta                 | Nazionalità   | Tempo   | Note |
| --------- | -------- | ------ | ---------------------- | ------------- | ------- | ---- |
| 1         | 3        | 4      | Katinka Hosszú         | Ungheria      | 4'33"90 | Q    |
| 2         | 3        | 5      | Mireia Belmonte        | Spagna        | 4'35"29 | Q    |
| 3         | 3        | 3      | Elizabeth Beisel       | Stati Uniti   | 4'36"18 | Q    |
| 4         | 2        | 6      | Sydney Pickrem         | Canada        | 4'36"25 | Q    |
| 5         | 3        | 6      | Sakiko Shimizu         | Giappone      | 4'36"43 | Q    |
| 6         | 2        | 3      | Leah Smith             | Stati Uniti   | 4'36"94 | Q    |
| 7         | 2        | 4      | Yui Ōhashi             | Giappone      | 4'36"97 | Q    |
| 8         | 2        | 5      | Hannah Miley           | Gran Bretagna | 4'37"14 | Q    |
| 9         | 3        | 2      | Kim Seo-yeong          | Corea del Sud | 4'39"80 |      |
| 10        | 3        | 7      | Nguyễn Thị Ánh Viên    | Vietnam       | 4'40"39 |      |
| 11        | 2        | 8      | Joanna Maranhão        | Brasile       | 4'41"29 |      |
| 12        | 2        | 1      | Zsuzsanna Jakabos      | Ungheria      | 4'41"40 |      |
| 13        | 3        | 1      | Zhou Min               | Cina          | 4'42"26 |      |
| 14        | 3        | 0      | Viktoriya Zeynep Güneş | Turchia       | 4'42"27 |      |
| 15        | 2        | 9      | Ye Shiwen              | Cina          | 4'43"40 |      |
| 16        | 1        | 3      | Kaylee McKeown         | Australia     | 4'43"61 |      |
| 17        | 2        | 0      | Victoria Kaminskaya    | Portogallo    | 4'44"96 |      |
| 18        | 3        | 8      | Barbora Závadová       | Rep. Ceca     | 4'46"75 |      |
| 19        | 2        | 2      | Mary-Sophie Harvey     | Canada        | 4'46"88 |      |
| 20        | 2        | 7      | Abbie Wood             | Gran Bretagna | 4'47"30 |      |
| 21        | 1        | 6      | Monika González        | Messico       | 4'48"00 |      |
| 22        | 3        | 9      | Anja Crevar            | Serbia        | 4'48"53 |      |
| 23        | 1        | 5      | Helena Gasson          | Nuova Zelanda | 4'49"35 |      |
| 24        | 1        | 4      | Virginia Bardach       | Argentina     | 4'53"22 |      |
| 25        | 1        | 2      | Ilektra Lebl           | Grecia        | 4'56"95 |      |
| 26        | 1        | 7      | Azzahra Permatahani    | Indonesia     | 4'57"00 |      |
| 27        | 1        | 1      | Sara Nysted            | Fær Øer       | 5'21"21 |      |
| -         | 1        | 8      | Sayani Ghosh           | India         | -       | DNS  |

### Finale
| Posizione | Corsia | Atleta           | Nazionalità   | Tempo   | Note |
| --------- | ------ | ---------------- | ------------- | ------- | ---- |
|           | 4      | Katinka Hosszú   | Ungheria      | 4'29"33 | RC   |
|           | 5      | Mireia Belmonte  | Spagna        | 4'32"17 |      |
|           | 6      | Sydney Pickrem   | Canada        | 4'32"88 |      |
| 4         | 1      | Yui Ōhashi       | Giappone      | 4'34"50 |      |
| 5         | 2      | Sakiko Shimizu   | Giappone      | 4'35"62 |      |
| 6         | 7      | Leah Smith       | Stati Uniti   | 4'36"09 |      |
| 7         | 3      | Elizabeth Beisel | Stati Uniti   | 4'37"63 |      |
| 8         | 8      | Hannah Miley     | Gran Bretagna | 4'38"34 |      |